# آلفردو دوناروما
آلفردو دوناروما (انگلیسی: Alfredo Donnarumma؛ زادهٔ ۳۰ نوامبر ۱۹۹۰) بازیکن فوتبال اهل ایتالیا است.
از باشگاه‌هایی که در آن بازی کرده‌است می‌توان به باشگاه فوتبال سالرنیتانا، باشگاه فوتبال ویرتوس لانچانو، باشگاه فوتبال چیتادلا، باشگاه فوتبال برشا، باشگاه فوتبال کاتانیا، باشگاه فوتبال دلفینو پسکارا، باشگاه فوتبال امپولی، و باشگاه فوتبال کومو اشاره کرد.